# Paula von Preradović
Paula von Preradović (Viena, 12 de outubro de 1887 – 25 de maio de 1951) foi uma escritora austríaca. Publicou poesia religiosa e romântica. É autora do texto do novo Hino nacional da Áustria (1947).

## Obras

### Poesia
- Dalmatinische Sonette, 1933]
- Lob Gottes im Gebirge, 1936
- Ritter, Tod und Teufel, 1946

### Prosa
- Pave und Pero, 1940
- Die Versuchung des Columba, 1951
- Königslegende, 1950
- Wiener Chronik 1945, o seu diário, publicado apenas em 1995